# The Bard's Tale
| 1985 | The Bard's Tale                                                     |
| 1986 | The Bard's Tale II: The Destiny Knight                              |
| 1987 |                                                                     |
| 1988 | The Bard's Tale III: Thief of Fate                                  |
| 1989 |                                                                     |
| 1990 |                                                                     |
| 1991 | The Bard's Tale Construction Set                                    |
| 1992 |                                                                     |
| 1993 |                                                                     |
| 1994 |                                                                     |
| 1995 |                                                                     |
| 1996 |                                                                     |
| 1997 |                                                                     |
| 1998 |                                                                     |
| 1999 |                                                                     |
| 2000 |                                                                     |
| 2001 |                                                                     |
| 2002 |                                                                     |
| 2003 |                                                                     |
| 2004 | The Bard's Tale                                                     |
| 2005 |                                                                     |
| 2006 |                                                                     |
| 2007 |                                                                     |
| 2008 |                                                                     |
| 2009 |                                                                     |
| 2010 |                                                                     |
| 2011 |                                                                     |
| 2012 |                                                                     |
| 2013 |                                                                     |
| 2014 |                                                                     |
| 2015 |                                                                     |
| 2016 |                                                                     |
| 2017 | The Mage's Tale                                                     |
| 2018 | The Bard's Tale IV: Barrows Deep The Bard's Tale Remastered Trilogy |
| 2019 |                                                                     |
| 2020 |                                                                     |
| 2021 |                                                                     |
| 2022 | The Bard's Tale: Warlocks of Largefearn                             |

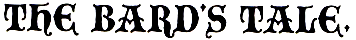

The Bard's Tale (cu sensul de Povestea bardului) este o serie/franciză de jocuri video de rol de fantezie creată de Michael Cranford și dezvoltată de companiile lui Brian Fargo Interplay Productions (1985–1992) și inXile Entertainment (2004-prezent).
Titlul inițial al seriei a fost Tales of the Unknown, dar a fost folosit doar pe cutiile de joc și manualele pentru versiunile publicate între 1985 și 1987. The Bard's Tale II: The Destiny Knight a renunțat la titlul seriei Tales of the Unknown, la fel ca toate portările jocului original de după 1988. De atunci, seria a fost cunoscută pur și simplu ca seria The Bard's Tale. Atât Cranford, cât și Fargo au respins afirmația potrivit căreia titlurile proiectate inițiale pentru a doua și a treia ediție ar fi The Archmage's Tale (Povestea arhimagului) și The Thief's Tale (Povestea hoțului).

## Jocuri
- The Bard's Tale (1985). În primul joc omonim al seriei, vrăjitorul malefic Mangar a aruncat o vrajă de iarnă veșnică asupra micului oraș de țară Skara Brae pentru a-l izola, iar jucătorul controlează un grup de aventurieri care încearcă să găsească și să-l învingă pe Mangar pentru a elibera orașul.
- The Bard's Tale II: The Destiny Knight (1986). Pentru a salva tărâmul, grupul trebuie să găsească cele șapte piese ale Baghetei Destinului, să o refacă (pentru ca un Arhimag din grup să devină legendarul Cavaler al Destinului) și să se confrunte cu maleficul Arhimag Lagoth Zanta.
- The Bard's Tale III: Thief of Fate (1988). Zeul nebun Tarjan, stăpânul lui Mangar, s-a întors în Skara Brae și a distrus orașul, deși se pare că aceasta a fost doar o mică fațetă a răzbunării sale. În încercarea lor de a-l opri pe Tarjan, grupul este implicat într-un război între zei în mai multe dimensiuni.
- The Bard's Tale Construction Set (1991), un sistem de creare de jocuri care permite crearea de jocuri video dungeon crawl bazate pe motorul de joc Bard's Tale. Jocuri comerciale create: seria The Bard's Quest de Alex Ghadaksaz de la VisionSoft (PC, 1994,[8] The Bard's Lore: The Warrior and The Dragon de John H. Wigforss (PC, 1998) sau Nutilan de Dennis Payne (PC, 2000)
- The Bard's Tale (2004). Joc video de acțiune de rol creat de Brian Fargo și publicat de InXile Entertainment de la Fargo; nu face parte din seria originală. Brian Fargo avea doar drepturile asupra numelui, dar nu și asupra conținutului/povestirilor din jocurile anterioare din seria Bard's Tale la acel moment.
- The Mage's Tale (2017). Un joc cu o poveste secundară plasat în universul Bard's Tale, dezvoltat de InXile împreună cu The Bard's Tale IV și lansat în 2017. Ca și alte jocuri din serie, este un dungeon crawler la persoana întâi, dar este construit pentru realitatea virtuală, oferind vrăji bazate pe acțiune, mai degrabă decât luptă pe ture.
- The Bard's Tale IV: Barrows Deep (2018): O a patra parte a seriei originale a fost finanțată cu succes ca proiect Kickstarter în 2015 de către InXile Entertainment și lansată în 2018. La două secole după evenimentele trilogiei inițiale, un rău primordial încearcă să se eliberează și trebuie oprit – iar Skara Brae, după cum se dovedește, este situată chiar deasupra locului critic pentru asta.

În timp ce a continuat povestea din trilogia originală, jocul s-a extins semnificativ și a reîncadrat tradiția existentă, așa cum era în jocurile vechi, iar jocul real a fost complet revizuit și este probabil mai asemănător cu jocul din 2004 decât cu primele trei jocuri.
- The Bard's Tale Remastered Trilogy (2018). Un proiect spin-off al proiectului Bard's Tale IV, Remastered Trilogy este o recreare a trilogiei originale pentru computerele moderne, cu grafică și interfață de utilizator actualizate, remedieri de erori și alte calități de calitate. Jocurile au fost, de asemenea, ușor extinse, pentru a le conecta retroactiv la intriga și decorul extins din Bard's Tale IV.
- The Bard’s Tale: Warlocks of Largefearn (2022). Un joc dezvoltat de Polar Night Studio[9] pentru Amazon Alexa, Google Assistant, IOS și Android. Prezintă o lume semi-deschisă, care are loc în orașul Largefearn. Include mai mulți însoțitori de recrutat și un sistem de luptă bazat pe ture și pe dale.

## Romane
O serie de romane bazate pe The Bard's Tale a fost publicată de Baen Books în anii 1990. Deși cărțile aveau puține în comun cu povestea jocurilor, existența lor este o dovadă a cât de influentă a fost seria. Romanele sunt:
1. Castle of Deception, de Mercedes Lackey și Josepha Sherman (1992, ISBN: 0-671-72125-9)
2. Fortress of Frost and Fire, de Mercedes Lackey și Ru Emerson (1993, ISBN: 0-671-72162-3)
3. Prison of Souls, de Mercedes Lackey și Mark Shepherd (1994, ISBN: 0-671-72193-3)
4. The Chaos Gate, de Josepha Sherman (1994, ISBN: 0-671-87597-3)
5. Thunder of the Captains, de Holly Lisle și Aaron Allston (1996, ISBN: 0-671-87731-3)
6. Wrath of the Princes, de Holly Lisle și Aaron Allston (1997, ISBN: 0-671-87771-2)
7. Escape from Roksamur, de Mark Shepherd (1997, ISBN: 0-671-87797-6)
8. Curse of the Black Heron, de Holly Lisle (1998, ISBN: 0-671-87868-9)

Deși sunt enumerate aici în ordinea în care au fost publicate, unele cărți din serie sunt legate între ele mai mult decât altele, cum ar fi Castelul înșelăciunii și Poarta haosului; Închisoarea sufletelor și Evadarea din Roksamur sau Tunetul căpitanilor și Mânia prinților.